# Cyclooctadécanonaène
Le cyclooctadécanonaène ou [18]annulène est un annulène de formule brute C18H18. Cet hydrocarbure polyénique cyclique obéit à la règle de Hückel et est donc un composé aromatique.
Le [18]annulène a été découvert par F. Sondheimer en 1988. La synthèse originelle commence par une réaction d'Eglinton sur le di-alcyne, 1,5-hexadiyne avec l'acétate de cuivre(II) dans la pyridine qui forme le trimère, suivie par une déprotonation et isomérisation avec le tert-butanolate de potassium dans le tert-butanol et est conclue par une réduction organique avec de l'hydrogène et le catalyseur de Lindlar.